# قائمة طلبيات وتسليم إيرباص إيه 380

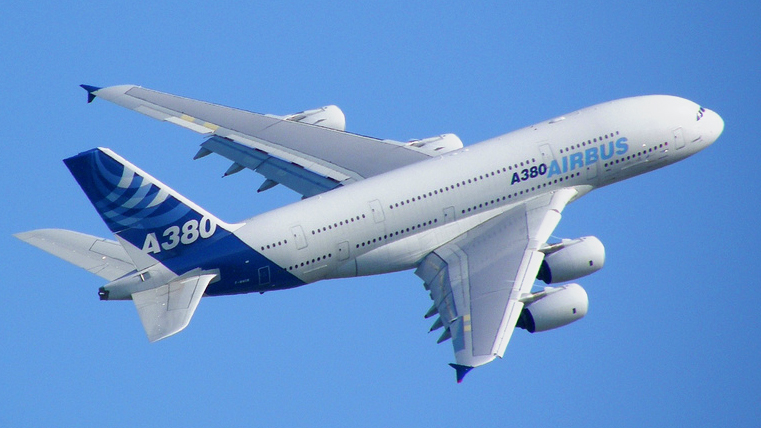
200 طائرة إيرباص إيه 380 تم طلبهم.

قامت سبع عشرة شركة طيران بطلب الطائرة إيرباص إيه 380 ذلك يتضمن طلب شراء من مؤسسة التمويل الدولية الإيجار - مؤجر طائرات بلوس أنجلوس - وطائرة للشخصيات الهامة جداً لصالح شركة إيرباص التفيذية والطيران الخاص. مجموع الطلبيات هو 200 طائرة وذلك حتي 3 فبراير 2009. من أصل 27 طلب لطراز الشحن إيه 380-800إف (A380-800F) تم إلغاء 20 منهم وتحويل سبعة إلى الطراز إيه 380-800، ذلك بعد تأخر الإنتاج ووقف برنامج طراز الشحن. وحتى الآن تم تسليم 14 طائرة لثلاثة عملاء وهم الخطوط الجوية السنغافورية، وطيران الإمارات، وكانتس. وتنوى تسليم 19 طائرة ايرباص إيه 380 في عام 2009.

## الطلبيات والتسليم تبعاً للعميل
| إم كا سغ لو فر بر ** إت كور مال الخطوط الجوية الدولية التايلاندية ف.أ ج.ص. كج قط ول |
| ----------------------------------------------------------------------------------- |

## الطلبيات والتسليم تبعاً للسنة
|          | الطراز        | 2001 | 2002 | 2003 | 2004 | 2005 | 2006 | 2007 | 2008 | 2009 | إجمالي |
| الطلبيات | إيه 380-800   | 78   | 0    | 34   | 10   | 10   | 24   | 33   | 9    | 2    | 200    |
| الطلبيات | إيه 380-800إف | 7    | 10   | 0    | 0    | 10   | -17  | -10  | 0    | 0    | 0      |
| التسليم  | إيه 380-800   | 0    | 0    | 0    | 0    | 0    | 0    | 1    | 12   | 3    | 16     |

|  |